# Xestipyge conjunctum
Xestipyge conjunctum är en skalbaggsart som först beskrevs av Thomas Say 1825.  Xestipyge conjunctum ingår i släktet Xestipyge och familjen stumpbaggar. Inga underarter finns listade i Catalogue of Life.